# 하세가와 다로
하세가와 다로(일본어: 長谷川 太郎, 1979년 8월 17일 ~ )는 일본의 전 축구 선수이다.

## 구단 경력
과거 가시와 레이솔, 알비렉스 니가타, 방포레 고후, 도쿠시마 보르티스, 요코하마 FC, 기라반츠 기타큐슈에서 활동하였다.